# Азолы
Азолы — пятичленные гетероциклы, имеющие в цикле не менее двух гетероатомов, один из которых  атом азота, а также би- и полициклические соединения, включающие азольный цикл.
Основные  представители - оксазол, тиазол, имидазол, изоксазол, изотиазол, пиразол, сим-триазол, тетразол, из конденсированных систем - бензимидазол бензотиазол, бензотриазол. Азолы с двумя гетероатомами, содержащие атом N в положении 2, относят к 1,2-А, в положении 3-к 1,3-А.

## Реакционная способность
Все азолы — ароматические 6π-электронные системы. Для азолов, имеющих атомы Н, связанные с атомом N, характерна прототропная таутомерия. Такие азолы - довольно сильные кислоты, образуют соли с ионами металлов, кислотность возрастает в ряду имидазол < триазол < тетразол. В то же время все азолы -основания, образуют с кислотами азолиевые катионы, в которых сохраняется ароматическое сопряжение, с алкилирующими агентами дают четвертичные соли. Термическая  устойчивость азолов уменьшается с увеличением числа атомов азота в цикле. Азолы устойчивы к действию кислот и окислителей. По отношению к электрофильным агентам они менее активны, чем их 5-членные аналоги с одним гетероатомом, но более активны, чем пиридин. Это обусловлено образованием связи электроноакцепторного атома азота с электрофильным агентом. При действии нуклеофильных агентов оксазол, тиазол, изотиазол, а также N-алкилированные имидазол и пиразол подвергаются С-депротонированию 1,2-А-по положению 5, 1,3-А-по положению 2. Действие бутиллития, в частности, приводит к образованию металлоорганических соединений.

## Синтез
1,2-азолы получают конденсацией 1,3-дикарбонильных соединений с нуклеофильными агентами (гидразин, гидразингидрат и их производные), а также по реакции 1,3-диполярного циклоприсоединения нитрилоксидов или диазаалканов к ацетиленам; 1,3-азолы синтезируют циклизацией 1,4-дикарбонильных соединений.
К производным азолов относятся некоторые природные биологически активные вещества (витамины В1 и В12), синтетические лекарственные препараты (амидопирин, анальгин, гистидин, гистамин, сульфатиазол и др.).

## Представители
- Пиразол
- Имидазол
- 1,2,3-триазол
- 1,2,4-триазол
- Тетразол
- Пентазол
- Оксазол
- Изоксазол
- Тиазол
- Изотиазол